# Trofeul Maramureș (handbal feminin)
Trofeul Maramureș a fost competiția amicală de handbal feminin organizată de clubul HCM Baia Mare cu începere din anul 2006. Competiția nu a avut un format precis, de-a lungul anilor participând un număr variabil de echipe. Echipele participante erau premiate cu cupe și diplome iar câștigătoarea turneului era răsplătită cu un trofeu în formă de poartă maramureșeană care cântărea 15 kilograme realizată de sculptorul în lemn Teodor Bârsan. În 2013, la ediția a 14-a, HCM Baia Mare a cucerit pentru a cincea oară trofeul și potrivit regulamentului competiției a intrat în posesia sa definitivă. Trofeul Maramureș a fost înlocuit de Baia Mare Champions Trophy din care s-a desfășurat o singură ediție, cea din 2014.

## Trofeul Maramureș ediția a 1-a[4][5][6]
25-26 august 2006
Grupa A
| Echipa                  | M | V | E | Î | GM | GP | G   | Pct |
| ----------------------- | - | - | - | - | -- | -- | --- | --- |
| HCM Baia Mare           | 2 | 2 | 0 | 0 | 80 | 49 | +31 | 4   |
| Mureșul Târgu Mureș     | 2 | 1 | 0 | 1 | 56 | 63 | −7  | 2   |
| Universitatea Timișoara | 2 | 0 | 0 | 2 | 54 | 78 | −24 | 0   |

|                         | HCM   | MTM   | UTM   |
| ----------------------- | ----- | ----- | ----- |
| HCM Baia Mare           | –     | 37–21 | 43–28 |
| Mureșul Târgu Mureș     | 21–37 | –     | 35–26 |
| Universitatea Timișoara | 28–43 | 26–35 | –     |

Grupa B
| Echipa           | M | V | E | Î | GM | GP | G   | Pct |
| ---------------- | - | - | - | - | -- | -- | --- | --- |
| U Jolidon Cluj   | 2 | 2 | 0 | 0 | 69 | 41 | +28 | 4   |
| HC Zalău         | 2 | 1 | 0 | 1 | 61 | 60 | +1  | 2   |
| HCM II Baia Mare | 2 | 0 | 0 | 2 | 48 | 77 | −29 | 0   |

|                  | UJC   | HCZ   | HMD   |
| ---------------- | ----- | ----- | ----- |
| U Jolidon Cluj   | –     | 31–22 | 38–19 |
| HC Zalău         | 22–31 | –     | 39–29 |
| HCM II Baia Mare | 19–38 | 29–39 | –     |

Meciuri pentru stabilirea clasamentului final
- Locurile 5-6

HCM II Baia Mare 32–39 Universitatea Timișoara
- Locurile 3-4

HC Zalău 35–27 Mureșul Târgu Mureș
- Finala

HCM Baia Mare 23–31 U Jolidon Cluj
| Clasamentul final \| \| U Jolidon Cluj \| \| 2 \| HCM Baia Mare \| \| 3 \| HC Zalău \| \| 4 \| Mureșul Târgu Mureș \| \| 5 \| Universitatea Timișoara \| \| 6 \| HCM II Baia Mare \| | Premii - Cea mai bună jucătoare: Mihaela Ani-Senocico (ROU) ( U Jolidon Cluj) - Cea mai bună marcatoare: Mihaela Ani-Senocico (ROU) ( U Jolidon Cluj) - Cel mai bun portar: Cristina Dogaru (ROU) ( U Jolidon Cluj) - Trofeul Fair-Play: HCM Baia Mare II - Miss Turneu: Camelia Balint (ROU) ( HCM Baia Mare) |
| | U Jolidon Cluj |
| 2 | HCM Baia Mare |
| 3 | HC Zalău |
| 4 | Mureșul Târgu Mureș |
| 5 | Universitatea Timișoara |
| 6 | HCM II Baia Mare |

## Trofeul Maramureș ediția a 2-a[7][8][9]
1-2 decembrie 2006
| Echipa            | M | V | E | Î | GM | GP | G  | Pct |
| ----------------- | - | - | - | - | -- | -- | -- | --- |
| U Jolidon Cluj    | 3 | 2 | 0 | 1 | 86 | 82 | +4 | 4   |
| Hódmezővásárhelyi | 3 | 1 | 1 | 1 | 81 | 80 | +1 | 3   |
| HCM Baia Mare     | 3 | 1 | 1 | 1 | 86 | 88 | −2 | 3   |
| DVSC              | 3 | 1 | 0 | 2 | 81 | 84 | −3 | 2   |

|                   | UJC   | HNK   | HCM   | DVS   |
| ----------------- | ----- | ----- | ----- | ----- |
| U Jolidon Cluj    | –     | 31–28 | 29–25 | 26–29 |
| Hódmezővásárhelyi | 28–31 | –     | 28–28 | 25–21 |
| HCM Baia Mare     | 25–29 | 28–28 | –     | 33–31 |
| DVSC              | 29–26 | 21–25 | 31–33 | –     |

Premii
- Cea mai bună jucătoare:  Alexandra Wolf (HUN) ( Hódmezővásárhelyi)
- Cea mai bună marcatoare:  Annamaria Orban (HUN) ( DVSC)
- Cel mai bun portar:  Claudia Cetățeanu (ROU) ( HCM Baia Mare)
- Trofeul Fair-Play:  HCM Baia Mare
- Miss Turneu:  Camelia Balint (ROU) ( HCM Baia Mare)

## Trofeul Maramureș ediția a 3-a[10]
3-4 august 2007
Grupa A
| Echipa             | M | V | E | Î | GM | GP | G   | Pct |
| ------------------ | - | - | - | - | -- | -- | --- | --- |
| HCM Baia Mare      | 2 | 2 | 0 | 0 | 68 | 56 | +12 | 4   |
| CS Tomis Constanța | 2 | 1 | 0 | 1 | 66 | 64 | +2  | 2   |
| HC Zalău           | 2 | 0 | 0 | 2 | 56 | 70 | −14 | 0   |

|                    | HCM   | TCT   | HCZ   |
| ------------------ | ----- | ----- | ----- |
| HCM Baia Mare      | –     | 33–31 | 35–25 |
| CS Tomis Constanța | 31–33 | –     | 35–31 |
| HC Zalău           | 25–35 | 31–35 | –     |

Grupa B
| Echipa              | M | V | E | Î | GM | GP | G   | Pct |
| ------------------- | - | - | - | - | -- | -- | --- | --- |
| DVSC                | 2 | 2 | 0 | 0 | 66 | 50 | +16 | 4   |
| U Jolidon Cluj      | 2 | 1 | 0 | 1 | 65 | 59 | +6  | 2   |
| Mureșul Târgu Mureș | 2 | 0 | 0 | 2 | 54 | 78 | −24 | 0   |

|                     | DVS   | UJC   | MTM   |
| ------------------- | ----- | ----- | ----- |
| DVSC                | –     | 29–26 | 37–24 |
| U Jolidon Cluj      | 26–29 | –     | 41–30 |
| Mureșul Târgu Mureș | 24–37 | 30–41 | –     |

Meciuri pentru stabilirea clasamentului final
- Locurile 5-6

HC Zalău 36–20 Mureșul Târgu Mureș
- Locurile 3-4

U Jolidon Cluj 34–31 CS Tomis Constanța
- Finala

HCM Baia Mare 31–30 DVSC
| Clasamentul final \| \| HCM Baia Mare \| \| 2 \| DVSC \| \| 3 \| U Jolidon Cluj \| \| 4 \| CS Tomis Constanța \| \| 5 \| HC Zalău \| \| 6 \| Mureșul Târgu Mureș \| | Premii - Cea mai bună jucătoare: Carmen Buceschi (ROU) ( HCM Baia Mare) - Cea mai bună marcatoare: Loredana Mateescu (ROU) ( CS Tomis Constanța) - Cel mai bun portar: Tetiana Vorojțova (UCR) ( DVSC) - Trofeul Fair-Play: Mureșul Târgu Mureș - Miss Turneu: Annamaria Orban (HUN) ( DVSC) |
| | HCM Baia Mare |
| 2 | DVSC |
| 3 | U Jolidon Cluj |
| 4 | CS Tomis Constanța |
| 5 | HC Zalău |
| 6 | Mureșul Târgu Mureș |

## Trofeul Maramureș ediția a 4-a[11][12]
17-18 august 2007
| Echipa            | M | V | E | Î | GM | GP  | G   | Pct |
| ----------------- | - | - | - | - | -- | --- | --- | --- |
| HCM Baia Mare     | 3 | 3 | 0 | 0 | 98 | 74  | +24 | 6   |
| Hódmezővásárhelyi | 3 | 2 | 0 | 1 | 97 | 70  | +27 | 4   |
| HC Zalău          | 3 | 1 | 0 | 2 | 91 | 86  | +5  | 2   |
| CSȘ 2 Baia Mare   | 3 | 0 | 0 | 3 | 57 | 123 | −66 | 0   |

|                   | HCM   | HNK   | HCZ   | CSȘ   |
| ----------------- | ----- | ----- | ----- | ----- |
| HCM Baia Mare     | –     | 27–24 | 32–26 | 39–24 |
| Hódmezővásárhelyi | 24–27 | –     | 30–24 | 43–19 |
| HC Zalău          | 26–32 | 24–30 | –     | 41–24 |
| CSȘ 2 Baia Mare   | 24–39 | 19–43 | 24–41 | –     |

Premii
- Cea mai bună jucătoare:  Melinda Geiger (ROU) ( HCM Baia Mare)
- Cea mai bună marcatoare:  Daniela Crap (ROU) ( HC Zalău) 30 goluri
- Cel mai bun portar:  Claudia Cetățeanu (ROU) ( HCM Baia Mare)
- Trofeul Fair-Play:  CSȘ 2 Baia Mare
- Miss Turneu:  Renata Nagy (HUN) ( Hódmezővásárhelyi)

## Trofeul Maramureș ediția a 5-a[13][14]
21-22 decembrie 2007
| Echipa             | M | V | E | Î | GM  | GP  | G   | Pct |
| ------------------ | - | - | - | - | --- | --- | --- | --- |
| HCM Baia Mare      | 3 | 3 | 0 | 0 | 108 | 79  | +29 | 6   |
| Iuventa Michalovce | 3 | 2 | 0 | 1 | 90  | 102 | −12 | 4   |
| HC Zalău           | 3 | 1 | 0 | 2 | 99  | 102 | −3  | 2   |
| ŽRK Čačak          | 3 | 0 | 0 | 3 | 87  | 116 | −29 | 0   |

|                    | HCM   | IVM   | HCZ   | ŽRČ   |
| ------------------ | ----- | ----- | ----- | ----- |
| HCM Baia Mare      | –     | 31–24 | 35–24 | 42–31 |
| Iuventa Michalovce | 24–31 | –     | 36–31 | 30–25 |
| HC Zalău           | 24–35 | 31–36 | –     | 44–31 |
| ŽRK Čačak          | 31–42 | 25–30 | 31–44 | –     |

Premii
- Cea mai bună jucătoare:  Magalena Kovacs (ROU) ( HCM Baia Mare)
- Cea mai bună marcatoare:  Anna Dittelova (SVK) ( Iuventa Michalovce) 26 goluri
- Cel mai bun portar:  Claudia Cetățeanu (ROU) ( HCM Baia Mare)
- Trofeul Fair-Play:  ŽRK Čačak
- Miss Turneu:  Camelia Balint (ROU) ( HCM Baia Mare)

## Trofeul Maramureș ediția a 6-a[15][16][17]
21-23 august 2008
Grupa A
| Echipa          | M | V | E | Î | GM | GP | G   | Pct |
| --------------- | - | - | - | - | -- | -- | --- | --- |
| HCM Baia Mare   | 2 | 2 | 0 | 0 | 76 | 58 | +18 | 4   |
| CSM Cetate Deva | 2 | 1 | 0 | 1 | 59 | 68 | −9  | 2   |
| ŽRK Čačak       | 2 | 1 | 0 | 1 | 59 | 70 | −11 | 2   |

|                 | HCM   | CCD   | ŽRČ   |
| --------------- | ----- | ----- | ----- |
| HCM Baia Mare   | –     | 38–27 | 38–31 |
| CSM Cetate Deva | 27–38 | –     | 32–28 |
| ŽRK Čačak       | 31–38 | 28–32 | –     |

Grupa B
| Echipa            | M | V | E | Î | GM | GP | G  | Pct |
| ----------------- | - | - | - | - | -- | -- | -- | --- |
| Hódmezővásárhelyi | 2 | 2 | 0 | 0 | 61 | 54 | +7 | 4   |
| HC Zalău          | 2 | 1 | 0 | 1 | 63 | 61 | +2 | 2   |
| U Jolidon Cluj    | 2 | 0 | 0 | 2 | 52 | 61 | −9 | 0   |

|                   | HNK   | HCZ   | UJC   |
| ----------------- | ----- | ----- | ----- |
| Hódmezővásárhelyi | –     | 34–29 | 27–25 |
| HC Zalău          | 29–34 | –     | 34–27 |
| U Jolidon Cluj    | 25–27 | 27–34 | –     |

Meciuri pentru stabilirea clasamentului final
- Locurile 5-6

U Jolidon Cluj 36–30 ŽRK Čačak
- Locurile 3-4

CSM Cetate Deva 30–29 HC Zalău
- Finala

HCM Baia Mare 38–25 Hódmezővásárhelyi
| Clasamentul final \| \| HCM Baia Mare \| \| 2 \| Hódmezővásárhelyi \| \| 3 \| CSM Cetate Deva \| \| 4 \| HC Zalău \| \| 5 \| U Jolidon Cluj \| \| 6 \| ŽRK Čačak \| | Premii - Cea mai bună jucătoare: Carmen Buceschi (ROU) ( HCM Baia Mare) - Cea mai bună marcatoare: Adriana Holhoș (ROU) ( HC Zalău) - Cel mai bun portar: Mihaela Popovici (ROU) ( HCM Baia Mare) - Trofeul Fair-Play: ŽRK Čačak - Miss Turneu: Renáta Gerstmár (HUN) ( Hódmezővásárhelyi) |
| | HCM Baia Mare |
| 2 | Hódmezővásárhelyi |
| 3 | CSM Cetate Deva |
| 4 | HC Zalău |
| 5 | U Jolidon Cluj |
| 6 | ŽRK Čačak |

## Trofeul Maramureș ediția a 7-a[18][19][20][21]
6-8 august 2009
| Echipa                | M | V | E | Î | GM | GP  | G   | Pct |
| --------------------- | - | - | - | - | -- | --- | --- | --- |
| HC Dunărea Brăila     | 3 | 3 | 0 | 0 | 99 | 76  | +23 | 6   |
| HCM Știința Baia Mare | 3 | 2 | 0 | 1 | 89 | 83  | +6  | 4   |
| România tineret       | 3 | 1 | 0 | 2 | 85 | 103 | −18 | 2   |
| Universitatea Reșița  | 3 | 0 | 0 | 3 | 74 | 86  | −12 | 0   |

|                       | HCD   | HCM   | NTR   | UVR   |
| --------------------- | ----- | ----- | ----- | ----- |
| HC Dunărea Brăila     | –     | 27–25 | 44–29 | 28–21 |
| HCM Știința Baia Mare | 25–27 | –     | 33–29 | 31–27 |
| România tineret       | 29–44 | 29–33 | –     | 27–26 |
| Universitatea Reșița  | 21–28 | 27–31 | 26–27 | –     |

Premii
- Cea mai bună jucătoare:  Ada Moldovan (ROU) ( HC Dunărea Brăila)
- Cea mai bună marcatoare:  Ada Moldovan (ROU) ( HC Dunărea Brăila) 30 goluri
- Cel mai bun portar:  Elena Voicu (ROU) ( România tineret)
- Cea mai tânără jucătoare:  Eliza Buceschi (ROU) ( HCM Știința Baia Mare) 16 ani
- Trofeul Fair-Play:  Universitatea Reșița
- Miss Turneu:  Cristina Pop (ROU) ( România tineret) și ( HCM Știința Baia Mare)

## Trofeul Maramureș ediția a 8-a[22][23]
17-18 decembrie 2009
| Echipa                | M | V | E | Î | GM | GP | G  | Pct |
| --------------------- | - | - | - | - | -- | -- | -- | --- |
| Hódmezővásárhelyi     | 3 | 3 | 0 | 0 | 87 | 81 | +6 | 6   |
| Oltchim               | 3 | 2 | 0 | 1 | 88 | 81 | +7 | 4   |
| HCM Știința Baia Mare | 3 | 1 | 0 | 2 | 70 | 77 | −7 | 2   |
| Békéscsabai Előre     | 3 | 0 | 0 | 3 | 72 | 78 | −6 | 0   |

|                       | HNK   | ORV   | HCM   | BEN   |
| --------------------- | ----- | ----- | ----- | ----- |
| Hódmezővásárhelyi     | –     | 34–31 | 25–23 | 28–27 |
| Oltchim               | 31–34 | –     | 29–20 | 28–27 |
| HCM Știința Baia Mare | 23–25 | 20–29 | –     | 27–23 |
| Békéscsabai Előre     | 27–28 | 22–23 | 23–27 | –     |

Premii
- Cea mai bună jucătoare:  Kitti Kudor (HUN) ( Hódmezővásárhelyi)
- Cea mai bună marcatoare:  Patricia Vizitiu (ROU) ( Oltchim) 37 goluri
- Cel mai bun portar:  Claudia Cetățeanu (ROU) ( HCM Știința Baia Mare)
- Trofeul Fair-Play:  Békéscsabai Előre
- Miss Turneu:  Gabriella Szűcs (HUN) ( Oltchim)

## Trofeul Maramureș ediția a 9-a[24][25]
20-21 august 2010
| Echipa                | M | V | E | Î | GM  | GP  | G   | Pct |
| --------------------- | - | - | - | - | --- | --- | --- | --- |
| Rulmentul Brașov      | 3 | 3 | 0 | 0 | 100 | 78  | +22 | 6   |
| România tineret       | 3 | 2 | 0 | 1 | 87  | 86  | +1  | 4   |
| HCM Știința Baia Mare | 3 | 1 | 0 | 2 | 87  | 88  | −1  | 2   |
| ŽRK Čačak             | 3 | 0 | 0 | 3 | 79  | 107 | −28 | 0   |

|                       | RBV   | NTR   | HCM   | ŽRČ   |
| --------------------- | ----- | ----- | ----- | ----- |
| Rulmentul Brașov      | –     | 33–26 | 32–22 | 35–28 |
| România tineret       | 26–33 | –     | 26–25 | 35–28 |
| HCM Știința Baia Mare | 22–32 | 25–26 | –     | 37–23 |
| ŽRK Čačak             | 28–35 | 28–35 | 23–37 | –     |

Premii
- Cea mai bună jucătoare:  Tanja Vučković (SRB) ( ŽRK Čačak)
- Cea mai bună marcatoare:  Eliza Buceschi (ROU) ( România tineret) 30 goluri
- Cel mai bun portar:  Stăncuța Guiu (ROU) ( Rulmentul Brașov)
- Trofeul Fair-Play:  ŽRK Čačak
- Miss Turneu:  Eliza Buceschi (ROU) ( România tineret)

## Trofeul Maramureș ediția a 10-a[26][27]
17-19 decembrie 2010
| Echipa                | M | V | E | Î | GM | GP | G   | Pct |
| --------------------- | - | - | - | - | -- | -- | --- | --- |
| Ferencváros           | 3 | 3 | 0 | 0 | 93 | 66 | +27 | 6   |
| HCM Știința Baia Mare | 3 | 2 | 0 | 1 | 79 | 77 | +2  | 4   |
| Ungaria tineret       | 3 | 1 | 0 | 2 | 84 | 88 | −4  | 2   |
| România tineret       | 3 | 0 | 0 | 3 | 66 | 91 | −25 | 0   |

|                       | FTC   | HCM   | NTU   | NTR   |
| --------------------- | ----- | ----- | ----- | ----- |
| Ferencváros           | –     | 26–21 | 34–26 | 33–19 |
| HCM Știința Baia Mare | 21–26 | –     | 30–28 | 28–23 |
| Ungaria tineret       | 26–34 | 28–30 | –     | 30–24 |
| România tineret       | 19–33 | 23–28 | 24–30 | –     |

Premii
- Cea mai bună extremă stânga:  Raluca Pomohaci (ROU) ( HCM Știința Baia Mare)
- Cea mai bună extremă dreapta:  Mónika Kovacsicz (HUN) ( Ferencváros)
- Cel mai bun inter stânga:  Camelia Hotea (ROU) ( HCM Știința Baia Mare)
- Cel mai bun inter dreapta:  Zsuzsanna Tomori (HUN) ( Ferencváros)
- Cel mai bun pivot:  Piroska Szamoránsky (HUN) ( Ferencváros)
- Cel mai bun centru:  Zita Szucsánszki (HUN) ( Ferencváros)
- Cel mai bun portar:  Elena Abramovici (BLR) ( Ferencváros)
- Cea mai bună jucătoare:  Zita Szucsánszki (HUN) ( Ferencváros)
- Cea mai bună marcatoare:  Dóra Deáki (HUN) ( Ferencváros) 30 goluri
- Miss Turneu:  Mónika Kovacsicz (HUN) ( Ferencváros)

## Trofeul Maramureș ediția a 11-a[28][29]
18-21 august 2011
| Echipa            | M | V | E | Î | GM  | GP  | G   | Pct |
| ----------------- | - | - | - | - | --- | --- | --- | --- |
| U Jolidon Cluj    | 4 | 4 | 0 | 0 | 119 | 97  | +22 | 8   |
| HC Dunărea Brăila | 4 | 3 | 0 | 1 | 118 | 97  | +21 | 6   |
| CSM București     | 4 | 2 | 0 | 2 | 112 | 114 | −2  | 4   |
| Békéscsabai Előre | 4 | 1 | 0 | 3 | 105 | 117 | −12 | 2   |
| HCM Baia Mare     | 4 | 1 | 0 | 3 | 105 | 123 | −18 | 2   |

|                   | UJC   | HCD   | CSB   | BEN   | HCM   |
| ----------------- | ----- | ----- | ----- | ----- | ----- |
| U Jolidon Cluj    | –     | 28–25 | 30–22 | 31–23 | 30–27 |
| HC Dunărea Brăila | 25–28 | –     | 37–27 | 26–24 | 30–19 |
| CSM București     | 22–30 | 27–37 | –     | 33–25 | 30–32 |
| Békéscsabai Előre | 23–31 | 24–26 | 25–33 | –     | 33–27 |
| HCM Baia Mare     | 27–30 | 19–30 | 32–30 | 27–33 | –     |

Premii
- Cea mai bună jucătoare:  Mihaela Tivadar (ROU) ( U Jolidon Cluj)
- Cea mai bună marcatoare:  Anastasia Lobaci (BLR) ( HC Dunărea Brăila) 27 goluri
- Cel mai bun portar:  Georgeta Gureșoaia (ROU) ( CSM București)
- Miss Turneu:  Roxana Rahnea (ROU) ( CSM București)

## Trofeul Maramureș ediția a 12-a[30][31]
28-29 decembrie 2011
| Echipa            | M | V | E | Î | GM | GP | G   | Pct |
| ----------------- | - | - | - | - | -- | -- | --- | --- |
| HC Zalău          | 3 | 3 | 0 | 0 | 80 | 65 | +15 | 6   |
| HCM Baia Mare     | 3 | 1 | 0 | 2 | 65 | 65 | 0   | 2   |
| U Jolidon Cluj    | 3 | 1 | 0 | 2 | 74 | 76 | −2  | 2   |
| Békéscsabai Előre | 3 | 1 | 0 | 2 | 65 | 79 | −14 | 2   |

|                   | HCZ   | HCM   | UJC   | BEN   |
| ----------------- | ----- | ----- | ----- | ----- |
| HC Zalău          | –     | 22–21 | 29–26 | 29–18 |
| HCM Baia Mare     | 21–22 | –     | 23–19 | 21–23 |
| U Jolidon Cluj    | 26–29 | 19–23 | –     | 29–24 |
| Békéscsabai Előre | 18–29 | 23–21 | 24–29 | –     |

Premii
- Cea mai bună jucătoare:  Valeria Beșe (ROU) ( HC Zalău)
- Cea mai bună marcatoare:  Eliza Buceschi (ROU) ( HCM Baia Mare) 19 goluri
- Cel mai bun portar:  Zsuzsanna Veress (HUN) ( Békéscsabai Előre)
- Trofeul Fair-Play:  U Jolidon Cluj
- Miss Turneu:  Eliza Buceschi (ROU) ( HCM Baia Mare)

## Trofeul Maramureș ediția a 13-a[32]
24-25 august 2012
Grupa A
| Echipa         | M | V | E | Î | GM | GP | G   | Pct |
| -------------- | - | - | - | - | -- | -- | --- | --- |
| U Jolidon Cluj | 2 | 2 | 0 | 0 | 64 | 58 | +6  | 4   |
| HCM Baia Mare  | 2 | 1 | 0 | 1 | 59 | 58 | +1  | 2   |
| DVSC Fórum     | 2 | 0 | 0 | 2 | 44 | 63 | −19 | 0   |

|                | UJC   | HCM   | DVS   |
| -------------- | ----- | ----- | ----- |
| U Jolidon Cluj | –     | 31–27 | 33–31 |
| HCM Baia Mare  | 27–31 | –     | 32–27 |
| DVSC Fórum     | 27–31 | 27–32 | –     |

Grupa B
| Echipa            | M | V | E | Î | GM | GP | G   | Pct |
| ----------------- | - | - | - | - | -- | -- | --- | --- |
| HC Zalău          | 2 | 2 | 0 | 0 | 58 | 49 | +9  | 4   |
| Békéscsabai Előre | 2 | 1 | 0 | 1 | 52 | 47 | +5  | 2   |
| HCM II Baia Mare  | 2 | 0 | 0 | 2 | 41 | 55 | −14 | 0   |

|                   | HCZ   | BEN   | HMD   |
| ----------------- | ----- | ----- | ----- |
| HC Zalău          | –     | 29–26 | 29–23 |
| Békéscsabai Előre | 26–29 | –     | 26–18 |
| HCM II Baia Mare  | 23–29 | 18–26 | –     |

Meciuri pentru stabilirea clasamentului final
- Locurile 5-6

HCM II Baia Mare 21–30 DVSC Fórum
- Locurile 3-4

HCM Baia Mare 30–27 Békéscsabai Előre
- Finala

U Jolidon Cluj 25–24 HC Zalău
| Clasamentul final \| \| U Jolidon Cluj \| \| 2 \| HC Zalău \| \| 3 \| HCM Baia Mare \| \| 4 \| Békéscsabai Előre \| \| 5 \| DVSC Fórum \| \| 6 \| HCM II Baia Mare \| | Premii - Cea mai bună jucătoare: Kitti Kudor (HUN) ( DVSC Fórum) - Cea mai bună marcatoare: Melinda Geiger (ROU) ( HCM Baia Mare) 18 goluri - Cel mai bun portar: Viktória Petróczi (HUN) ( U Jolidon Cluj) - Trofeul Fair-Play: HCM II Baia Mare - Miss Turneu: Nicoleta Dincă (ROU) ( U Jolidon Cluj) |
| | U Jolidon Cluj |
| 2 | HC Zalău |
| 3 | HCM Baia Mare |
| 4 | Békéscsabai Előre |
| 5 | DVSC Fórum |
| 6 | HCM II Baia Mare |

## Trofeul Maramureș ediția a 14-a[33][34][35]
2-3 august 2013
Grupa A
| Echipa         | M | V | E | Î | GM | GP | G   | Pct |
| -------------- | - | - | - | - | -- | -- | --- | --- |
| HCM Baia Mare  | 2 | 2 | 0 | 0 | 60 | 48 | +12 | 4   |
| DVSC Fórum     | 2 | 1 | 0 | 1 | 51 | 51 | 0   | 2   |
| U Jolidon Cluj | 2 | 0 | 0 | 2 | 51 | 63 | −12 | 0   |

|                | HCM   | DVS   | UJC   |
| -------------- | ----- | ----- | ----- |
| HCM Baia Mare  | –     | 27–21 | 33–27 |
| DVSC Fórum     | 21–27 | –     | 30–24 |
| U Jolidon Cluj | 27–33 | 24–30 | –     |

Grupa B
| Echipa             | M | V | E | Î | GM | GP | G   | Pct |
| ------------------ | - | - | - | - | -- | -- | --- | --- |
| HC Zalău           | 2 | 2 | 0 | 0 | 70 | 55 | +15 | 4   |
| Iuventa Michalovce | 2 | 1 | 0 | 1 | 59 | 57 | +2  | 2   |
| SCM Craiova        | 2 | 0 | 0 | 2 | 48 | 65 | −17 | 0   |

|                    | HCZ   | IVM   | SCC   |
| ------------------ | ----- | ----- | ----- |
| HC Zalău           | –     | 35–29 | 35–26 |
| Iuventa Michalovce | 29–35 | –     | 30–22 |
| SCM Craiova        | 26–35 | 22–30 | –     |

Meciuri pentru stabilirea clasamentului final
- Locurile 5-6

U Jolidon Cluj 28–34 SCM Craiova
- Locurile 3-4

DVSC Fórum 35–35 (41–40 d.l. 7m) Iuventa Michalovce
- Finala

HCM Baia Mare 24–22 HC Zalău
| Clasamentul final \| \| HCM Baia Mare \| \| 2 \| HC Zalău \| \| 3 \| DVSC Fórum \| \| 4 \| Iuventa Michalovce \| \| 5 \| SCM Craiova \| \| 6 \| U Jolidon Cluj \| | Premii - Cea mai bună jucătoare: Gabriella Szücs (HUN) ( HCM Baia Mare) - Cea mai bună marcatoare: Anett Sopronyi (HUN) ( DVSC Fórum) 25 goluri - Cel mai bun portar: Paula Ungureanu (ROU) ( HCM Baia Mare) - Trofeul Fair-Play: Iuventa Michalovce - Miss Turneu: Tatiana Trehubova (UCR) ( Iuventa Michalovce) |
| | HCM Baia Mare |
| 2 | HC Zalău |
| 3 | DVSC Fórum |
| 4 | Iuventa Michalovce |
| 5 | SCM Craiova |
| 6 | U Jolidon Cluj |